# Greenview (Californie)
Pour les articles homonymes, voir Greenview.
Greenview est une census-designated place du comté de Siskiyou, dans l'État de Californie, aux États-Unis,. En 2020, elle compte une population de 208 habitants.